# Loganiaceae
Loganiaceae er en familie af Dækfrøede planter der indegår i Ensian-ordenen. Familien inkludere 13 slægter, spredt over verdenens troper.
Tidligere undersøgelser af familien har inkluderet 29 slægter. Fylogenetisk studier har demonstreret at denne Loganiaceae i store træk var en polyteistisk sammenblanding hvilket fjernede utallige slægter fra Loganiaceae til andre familier (noglegange i andre ordener), f.eks. Gentianaceae, Gelsemiaceae, Plocospermataceae, Tetrachondraceae, Buddlejaceae, og Gesneriaceae.
Nogle klassifikationer har senere vist at Takhtajan opdeling var korrekt, hvilket derved deler resten op i fire familier; Strychnaceae, Antoniaceae, Spigeliaceae og Loganiaceae.
Nyere DNA test af ordenen har fundet stærke beviser at Loganiaceae består (nævnt som tidligere) af en klad af 13 slægter.